# هوشک
هوشک، روستایی در دهستان حومه بخش مرکزی شهرستان سراوان در استان سیستان و بلوچستان ایران است.

## جمعیت
بر پایه سرشماری عمومی نفوس و مسکن در سال ۱۳۹۵، جمعیت این روستا برابر با ۳٬۵۷۸ نفر (۹۰۸ خانوار) بوده‌است.